# دانیلو پتروچی
دانیلو پتروچی (ایتالیایی: Danilo Petrucci؛ زاده ۲۴ اکتبر ۱۹۹۰) اهل ایتالیا و راننده موتو جی‌پی است، او هم‌اکنون برای تیم دوکاتی رانندگی می‌کند.